# Governació de Wadi al Jadid
La governació de Wadi al Jadid (àrab: محافظة الوادي الجديد, muḥāfaẓat al-Wādī al-Jadīd) és la governació o muhàfadha d'Egipte més extensa, car inclou les grans extensions del desert de Líbia. És al sud-oest del país i limita a l'est amb el Nil, a l'oest amb Líbia, al sud amb el Sudan i al nord amb altres tres governacions. La seva capital és l'oasi d'Al-Kharga, i l'any 2006 tenia 187.256 habitants. La seva economia es basa en la manufactura relacionada amb els dàtils, l'activitat agrícola al voltant dels oasis, el turisme i els safaris. Els oasis més grans són els de Farafra, Dakhla, Al-Kharga i Baris.